# Бели бун
Бели бун или бела буника (лат. Scopolia carniolica) је отровна биљка из породице помоћница. Отровност потиче од присуства тропанских алкалоида, посебно атропина, кога има највише у корену. Такође, биљка садржи скополамин који се раније користио као анестетик. Назив рода добио је име у част италијанског лекара и природњака Ђованија Антонија Скополија, који јe 1772. године објавио дело Flora carniolica. У Србији Scopolia carniolica је строго заштићена врста.
Бели бун је вишегодишња биљка са хоризонталним и дебелим ризомом. Стабљика је усправна, до 80 cm висока. Листови су зелене боје, на дршкама, без длака. Цветови су појединачни, налазе се у пазуху листова, на дугим дршкама. Чашица је звонаста са 5 кратких, зашиљених режњева. Круница је такође звонаста, са спољне стране риђе боје, док са унутрашње маслинастозелене. Плод је лоптаста чахура са великим бројем семена. Биљка цвета током априла.
Род Scopolia обухвата три врсте, од којих само Scopolia carniolica расте на територији Европе. Бели бун има ареал који обухвата средњу и јуоисточну Европу, а у Србији је забележан само на Кучајским планинама. Врста расте у сеновитим, листопадним шумама, пре свега буковим.

## Галерија
- Цвет
- Хабитус
- Плод